# 부부의 날
부부의 날은 5월 21일이다. 여성가족부 주관으로 건전한 가족문화의 정착과 가족해체 예방을 위한 행사를 개최하는 대한민국의 기념일이다. 

## 연혁
2003년 국회 청원을 거쳐 2007년부터는 대통령령으로 달력에 표시되기 시작한 어엿한 법정 기념일이다. 부부의 해체를 막아야 고령화·청소년 문제 등을 해결할 수 있다는 취지로 제정됐다. 날짜엔 가정의달인 5월에 ‘둘(2)이 하나(1)가 된다’는 의미가 담겨 있다. 첫 주창자인 권재도 목사는 1995년 어린이날 “우리 엄마·아빠가 함께 사는 게 소원이에요”라는 한 어린이의 TV 인터뷰를 보며 충격을 받아 ‘부부의 날’ 운동을 시작했다고 한다.